# Таборы (Вологодская область)
Таборы — деревня в Тотемском районе Вологодской области.
Входит в состав Калининского сельского поселения, с точки зрения административно-территориального деления — в Калининский сельсовет.
Расстояние по автодороге до районного центра Тотьмы — 32 км, до центра муниципального образования посёлка Царёва — 7 км.
По переписи 2002 года население — 33 человека (16 мужчин, 17 женщин). Всё население — русские.